# Chiesa di Sant'Anna (Ortisei)
La chiesa di Sant'Anna (Dlieja de Sant'Ana in ladino, St.-Anna-Kirche in tedesco) è un edificio di culto di Ortisei, situato all'interno del cimitero cittadino.

## Descrizione
La chiesa, la cui esistenza era attestata già nel 1425, all'inizio del secolo successivo ha acquisito l'attuale impostazione, nella quale il gotico originale si affianca agli elementi decorativi in stile barocco.
Esternamente, l'edificio si presenta con una semplice struttura a capanna. La facciata è connotata da una porta a ogiva con portale ligneo fregiato e un semplice oculo attorno al quale si sviluppa una pittura murale con soggetto mariano. L'interno, illuminato da finestre a tutto sesto, si caratterizza per la volta a crociera e un elaborato altare barocco che domina l'abside rettangolare. La torretta campanaria è chiusa da un tetto a forma di piramide.